# Aunay-sous-Crécy
Aunay-sous-Crécy è un comune francese di 578 abitanti situato nel dipartimento dell'Eure-et-Loir nella regione del Centro-Valle della Loira.

## Società

### Evoluzione demografica
Abitanti censiti